# Lorenzo de Villavicencio
Lorenzo de Villavicencio OESA (* um 1520 in Jerez de la Frontera; † 1583 in Madrid) war ein spanischer katholischer Theologe und Prediger. Seit 1539 war er Mitglied des Augustinerordens. Er wirkte als Inquisitionsagent für den spanischen König Philipp II. in den Niederlanden.

## Leben und Werk
Lorenzo de Villavicencio gehörte einer Familie des niederen Adels an. 1539 schloss er sich den Augustinern in seiner Heimatstadt Jerez de la Frontera an. Er studierte dann in Salamanca Theologie und Philosophie. Auf Vorschlag König Philipps II. ging er 1521 studienhalber nach Löwen in die damalige spanische Niederlande und studierte dort bis 1558. Zudem sollte er dort das Vordringen des Protestantismus verhindern. Er wurde Prior des Augustinerklosters in Löwen und wurde zum Generalvikar für die spanischen Niederlanden ernannt.
Zwischen 1558 und 1560 hielt er sich im Deutschen Reich auf, wo er mit der Verbesserung der Disziplin in den Klöstern seines Ordens, dem einst Martin Luther angehört hatte, beauftragt war. 1560 kehrte er in die Niederlande, konkret nach Brügge, zurück, wo er bis 1566, dem Jahr seiner Rückkehr nach Spanien, als Kaplan für spanische Kaufleute wirkte.
In der Zeit von 1558 bis 1566 unterhielt Lorenzo de Villavicencio eine rege Korrespondenz mit dem spanischen Hof, insbesondere mit Philipp II. und dessen Sekretären, in der er seine Meinung zu niederländischen Angelegenheiten zum Ausdruck brachte. Er kritisierte insbesondere den Präsidenten des Staatsrates Viglius Zuichemus, der seiner Meinung nach zu nachsichtig mit den „Ketzern“ umging. Mitte der 1560er Jahre wurde Lorenzo de Villavicencios Position in den Niederlanden zunehmend kritischer bewertet, da man mehr und mehr sein Denunziantentum erkannte. Er wurde jetzt als Vertreter einer gewaltsamen Repression gegenüber der protestantischen Bewegung empfunden. Entsprechend zog er sich nach Spanien zurück und beriet bis 1579 den spanischen König in den niederländischen Angelegenheiten.
Lorenzo de Villavicencio veröffentlichte neben eigenen theologischen Werken unter seinem Namen von ihm für wichtig gehaltene Werke protestantischer Autoren wie beispielsweise Andreas Hyperius mit kleineren Korrekturen, um deren Indizierung zu vermeiden und sie so katholischen Gläubigen zugänglich zu machen.